# Litargus lewisi
Litargus lewisi is een keversoort uit de familie boomzwamkevers (Mycetophagidae). De wetenschappelijke naam van de soort werd in 1889 gepubliceerd door Edmund Reitter.